# 마두원
마두원(馬斗元, 미국명 : Dwight R. Malsbary, 1899년 5월 22일 ~ 1977년 7월 30일) 영어명으로말즈베리는 개신교 음악선교사로1899년 미국 캘리포니아주 스타카튼에서 태어나 1920년 캘리포니아주 프레스노 초급대학을 마치고 1924년 시카고 셔우드 음악대학을 졸업한 후 1929년 미국 북장로교의 음악선교사로 한국에 파송되었다. 평양숭실전문학교와 평양외국인학교에서 제자들을 가르치며 한국에 서양음악을 소개했는데 김동진, 박태준, 김홍전, 채리숙, 한동일, 백건우, 안익태 등이 그의 제자다. 1961년 김치선 목사와 함께 대한예수교성경장로회(현재 대한예수교장로회(대신))를 공동 창립하였으며, 강원도 홍천군 일대에 27개 교회를 개척하고, 많은 목회자를 배출하였다. 1977년 7월 30일 강원도 홍천에서 교통사고로 소천했다. 1977년 8월 5일 경기도 파주시 기독교일산공원묘지에 묻혔으나 그동안 잊혀졌다가 2011년 다시 발견되어 2018년 8월 27일 홍천희망교회 희망동산으로 이장되었다.